# Vierge de la Fuencisla

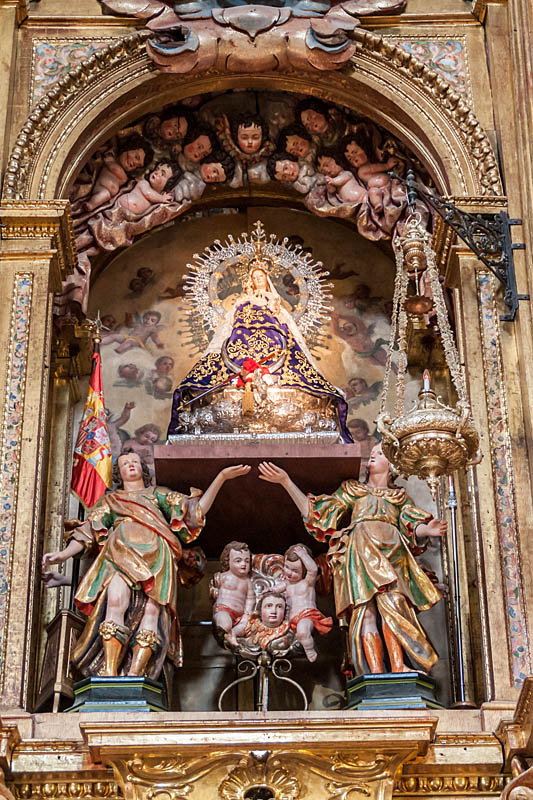
Vierge de la Fuencisla, patronne de Ségovie

La Vierge de la Fuencisla ou Notre-Dame de Fuencisla est une invocation de la Vierge Marie, vénérée dans la ville castillane de Ségovie, dont elle est la sainte patronne. La Vierge de Fuencisla est en même temps la patronne de la Communauté de la Ville et du Territoire de Ségovie. Sa fête a lieu le 25 septembre, les événements étant centrés sur la cathédrale de Santa María de Segovie où une neuvaine est célébrée en son honneur, occupant l'espace central du retable principal de la cathédrale. À la fin de la neuvaine, l'image est à nouveau transférée au sanctuaire de Notre-Dame de Fuencisla, après les adieux à l'évêque de Ségovie et aux habitants de Ségovie au pied de l'aqueduc de Ségovie.

## Histoire
La légende née autour de la statue soutient qu'elle aurait été apportée à la ville en l'an 71 par saint Jérote (Jeroteo ou Hieroteo en catalan), premier évêque de son diocèse, dont la sculpture aurait été réalisée par saint Luc. Cachée durant l'occupation musulmane, elle fut retrouvée par hasard tout près du sanctuaire de Fuencisla par une juive de la ville, rétablissant ainsi sa vénération. Le nom « Fuencisla » est très typique de Ségovie et dérive du latin « fons stillians ou fontaine qui coule ». Elle fut couronnée canoniquement le 24 septembre 1916 par l'évêque de Ségovie, Remigio Gandásegui y Gorrochátegui, et reçut la Médaille d'or de la province de Ségovie en 1957. Pendant la dictature de Franco, le 1er juin 1942, la Vierge fut nommée Capitaine générale pour sa « participation » à la défense de Ségovie lors de l'offensive ratée lancée par l'Armée républicaine, dans le contexte de la guerre civile. Selon l'historien Hugh Thomas, lorsque Adolf Hitler fut mis au fait, il réagit avec colère et déclara qu'il ne se rendrait jamais en Espagne.

## Autres représentations de la Fuencisla
Outre celle vénérée dans son sanctuaire, une toile du XVIIIe siècle est conservée à La Paz au Musée national d'art de Bolivie.

## Le 25 septembre, jour de la Fiesta
Le jour de la plus grande fête est le dernier dimanche du mois. Deux jeudis [dix jours] auparavant, la Vierge monte de son sanctuaire de l'Alameda de la Fuencisla à la cathédrale pour commencer la neuvaine. Les neuf jours suivants, la neuvaine est célébrée dans la cathédrale, au cours de laquelle est chanté l'hymne de la Fuencisla, et le dernier dimanche du mois, la Vierge retourne dans son sanctuaire. Puisque la Vierge reçoit les honneurs de capitaine général (ce qui est indiqué par le bâton et l'écharpe à ses pieds) depuis 1942, dans ses déplacements entre le sanctuaire et la cathédrale, elle est accompagnée en fanfares par les cadets de l'Académie d'Artillerie. Le jour de son retour au sanctuaire, elle est accompagnée par les cadets jusqu'à la Plaza del Azoguejo, où un Ave Maria est chanté. Jusqu'à il y a quelques années, il y avait des scènes de jotas castillanes – un genre musical castillan - à l'Alameda de la Fuencisla à l'arrivée de la Vierge ; Dernièrement, les jotas sont dansées à Azoguejo même et, à leur arrivée au sanctuaire, elles traversent une arche de fleurs accompagnées de gens vêtus de costumes typiques de la région.

## Hymne de la Vierge de la Fuencisla
Sainte Vierge de notre Terre,
 
Mère adorée de Fuencisla,

Fontaine qui coule de vie et de douceur,
 
Santa María, Santa María.
 
Donne-nous l'eau de tes ruisseaux,
 
Le miel pur de tes rayons,
 
Donne-nous ton amour.

A côté des rochers qui élèvent ton nid,
 
Une ville entière d'amour passé,

Vibre en ton honneur.

Pour toi, leurs âmes regardent vers le ciel,

Et le désir sacré surgit en eux,
 
Du Bien suprême.

Pour toi, Ségovie vit et confie,

Prie et attends,
 
Aime et aspire.

C'est grâce à toi.

Les Ségoviens,
 
Qui t'aiment tant,
 
Excellente reine patronne,
 
Ils vous acclament,

Mère de Dieu.

Ils tombent à genoux devant ton trône,
 
Tourne vers eux ton doux Visage,
 
Protégez-les...

Sainte Vierge de notre Terre,
 
Mère adorée de Fuencisla,
 
Fontaine qui coule de vie et de douceur,
 
Santa María, Santa María.